# Плейстоанакт
Плейстоанакт (на старогръцки: Πλειστοάναξ, Πλειστώναξ, Pleistoanax; * 470 пр.н.е.; † 408 пр.н.е.) от династията на Агидите е цар на Спарта през 458 – 445 пр.н.е. и 426 – 408 пр.н.е.
Той е син на Павзаний, прочут военачалник през Персийските войни, и става цар през 458 пр.н.е. след цар Плейстарх. Понеже Плейстоанакт е още млад, регент е неговият чичо Никомед. През 457 пр.н.е. Никомед води Лакедемон против Фокия и я побеждава. През 445 пр.н.е., когато Перикъл води поход против Евбея, Плейстоанакт нахлува в Атика и я опустошава. Понеже е още млад, ефорите му определят за придружител Клеандрид. Когато те прекратяват експедицията, те са обвинени, че са подкупени от Перикъл. Клеандрид е осъден на смърт и Плейстоанакт получава неплатима глоба. Затова той отива в Аркадия в изгнание. Деветнадесет години той живее в Светилището на Зевс на планината Ликаион. Неговият млад син Павзаний II е цар през това време.
Заради едно предсказание на Делфийския оракул Плейстоанакт се връща през Пелопонеската война 426 пр.н.е. в Спарта и поема отново царското управление. Спартанците се съмняват в него и го следят. Затова той сключва през 421 пр.н.е. мирен договор с Атина, т.нар. Никиев мир. След неговата смърт през 408 пр.н.е. на трона го наследява отново неговият син Павзаний II.